# Kuggörarna (naturreservat)
Kuggörarna är ett naturreservat vid Kuggörarna i Hudiksvalls kommun som bildades 1996 och förvaltas av Länsstyrelsen. Det omfattar 51 hektar och består av en ö, förbunden med Hornslandet med en ca 150 meter lång vägbank. Klippor, klapperstensfält och blockiga stränder utgör området.